# Joseph Aibl (editorial)
Joseph Aibl fue una casa editora de música clásica con base en Múnich y Leipzig. Fue fundada en 1824 en la ciudad bávara por Joseph Aibl (27 de febrero de 1802, Múnich - 28 de febrero de 1834) . Fue comprada por el empresario Eduard Spitzweg (1811 - 1884) cuando la familia Aibl desapareció. Luego fue dirigida por sus hijos, Eugen y Otto entre 1884 y 1904. Finalmente, fue adquirida en 1904 por Universal Edition.
Entre otras, publicó obras de Richard Strauss, Max Reger y Franz von Suppé. En particular, Strauss logró que su trabajo fuera publicado por Aibl luego de ser rechazado por la editorial Breitkopf & Härtel, posiblemente, gracias a su amistad con Eugen Spitzweg (1840 - 1914, sobrino del pintor Carl Spitzweg). De estas obras de Strauss destacan algunas de las más conocidas del compositor:
- Don Juan
- Tod und Verklärung
- Así habló Zaratustra

Reger publicaría entre otras obras las 2 romanzas para violín y orquesta, y dedicó las piezas a Eugen Spitzweg.
El director de orquesta y compositor Hans von Bülow, amigo de Eugen Spitzweg, publicó en Aibl varias de sus ediciones de obras de importantes compositores, como Johann Sebastian Bach, Ludwig van Beethoven, Frederic Chopin, entre otros.